# Jermaine Landsberger

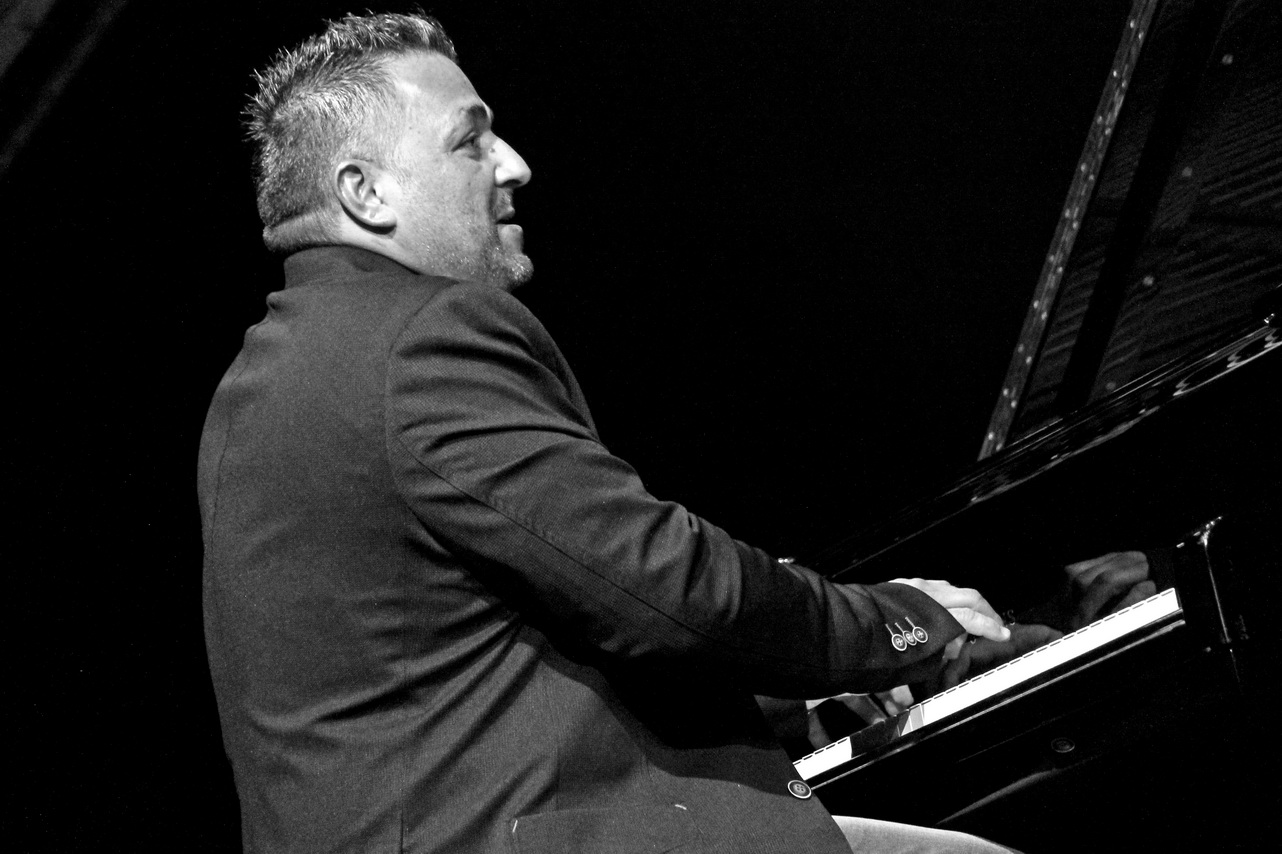
Jermaine Landsberger in 2017

Jermaine Landsberger (Maxhütte-Haidhof) is een Duitse jazzorganist en -pianist.
Landsberger is afkomstig uit een Sinti-familie. Hij begon als pianist. Hij ging in 2001 ook hammondorgel spelen. In 2006 richtte hij met Paulo Morello (gitaar) en Christoph Huber (drums) het trio Hammond Eggs op, waaraan ook gastmusici meewerken.
In 2009 verscheen bij Resonance Records het album Gettin`Blazed, opgenomen in Los Angeles. Aan drie nummers op deze plaat werkte gitarist Pat Martino mee.

## Discografie (selectie)
- 1998: For Costa (Radau Records)
- 2009: Gettin`Blazed (Resonance Records)

## Referentie
1. ↑  Ein Gypsy in L.A. op website resonancerecords.org

- Gemeinsame Normdatei: 1069609005
- Library of Congress Control Number: no2009161927
- MusicBrainz: fbd506c9-02f8-4dc6-9310-f145577c6cd9
- Système universitaire de documentation: 254361188
- Virtual International Authority File: 315559858
- WorldCat: E39PBJp67tCWMgbBHPbdqvJdQq